# Iglesia de Nuestra Señora de Guadalupe (Puerto Vallarta)
La Iglesia de Nuestra Señora de Guadalupe es un lugar de culto católico en Puerto Vallarta en la costa del Pacífico de México. Está abierta todos los días, con servicios en inglés disponibles los sábados y misa en español e inglés los domingos. La Iglesia, construida en la década de los 1930, se encuentra sobre los cimientos originales de una capilla inicialmente dedicada a la Señora de Guadalupe en 1901. La Iglesia está dedicada a Nuestra Señora de Guadalupe, también conocida como la Virgen María, santa patrona de México y considerada un símbolo religioso de la fe católica y el empoderamiento femenino. El 12 de diciembre es su día festivo, coincidiendo con la fecha de su primera aparición. Para celebrar este festival, muchas personas de la comunidad mexicana exhiben altares en sus hogares, con pinturas de Nuestra Señora de Guadalupe rodeada de flores, velas y toques individuales. Durante estas fechas, miembros de muchas iglesias, incluida la iglesia en Puerto Vallarta, encienden fuegos artificiales después del rosario vespertino previo al 12 de diciembre, en conmemoración del mismo día de 1531 cuando La Virgen de Guadalupe tuvo su primera interacción con un hombre mexicano llamado Juan Diego, que esencialmente estableció el catolicismo en México. Se la representa como una mujer de piel oscura cuyo dialecto es el náhuatl, la lengua materna de Juan Diego. Originalmente clasificada como símbolo de religión y fe, su importancia en la actualidad supera su papel en el catolicismo. Hoy, algunos la ven como una figura del patriotismo y la liberación mexicana.

## Localización
México es el tercer país más grande (territorialmente hablando) de América Latina después de Brasil y Argentina. El país es étnico y regionalmente diverso, con divisiones socioeconómicas entre cada región. No existe una religión oficial en el país, debido a la separación entre la iglesia y el estado, sin embargo, más del 80% de las personas se identifican como católicos. La Iglesia de Nuestra Señora de Guadalupe, está ubicada en Puerto Vallarta, una ciudad turística en la costa del Pacífico de México en el estado de Jalisco. Originalmente recomendado como un lugar de cultura y santidad, Puerto Vallarta se ha transformado en una región turística y lugar de recreación. Puerto Vallarta es conocido como un lugar vibrante de celebración y festividades, así como por sus playas, vida marina y centros turísticos.

## Historia de la Virgen de Guadalupe(no de esta iglesia en particular)

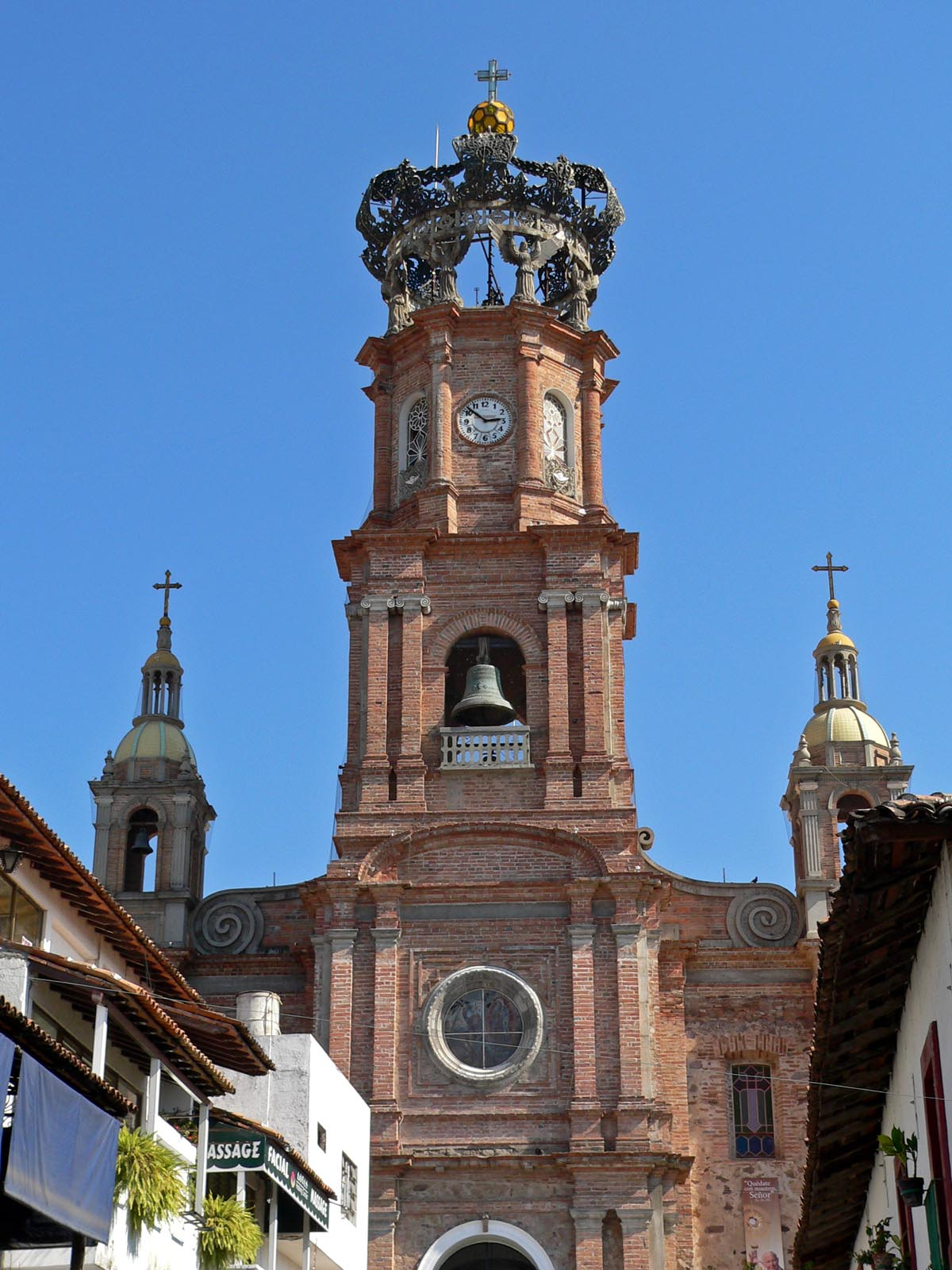
La Iglesia de Nuestra Señora de Guadalupe en Puerto Vallarta

La historia de Nuestra Señora de Guadalupe y, en última instancia, el catolicismo en América del Norte rodea la historia del origen del Evento Guadalupano que tuvo lugar en diciembre de 1531. Juan Diego, un indígena mexicano tenía 57 años cuando conoció e interactuó con la Virgen de Guadalupe. Ha sido etiquetado como el "Mensajero de la esperanza". Este hecho ocurrió en el Tepeyac, una colina al norte de la actual Ciudad de México donde se encuentra la Basílica de Nuestra Señora de Guadalupe. Según la tradición, esta interacción tuvo lugar en un día de invierno de 1531 cuando Juan Diego cruzaba el cerro. La señora de Guadalupe inicialmente le pidió a Juan Diego que construyera una casita en la colina. Él informó de esto dos veces al obispo local, quien le pidió pruebas. Fue entonces que la señora se le apareció nuevamente a Juan Diego y le pidió que recogiera flores, "una petición extraña porque las flores no estaban en temporada en diciembre". Encontró una serie de rosas castellanas y las reunió en un manto (tilma) que devolvió al obispo como prueba. Cuenta la leyenda que al presentar el manto al obispo, éste cayó al suelo y vieron una imagen de la Virgen de Guadalupe que había dejado impresa en él. Juan Diego no dudó en difundir la noticia de su encuentro con la "Santa María de Guadalupe" y se convirtió en un misionero conocido como "el Indígena humilde y obediente", "El Vidente de Nuestra Señora" y "El humilde Embajador de la Virgen". Es a través de compartir el encuentro de Juan Diego que el cristianismo se introdujo y se difundió en México.

## Santos

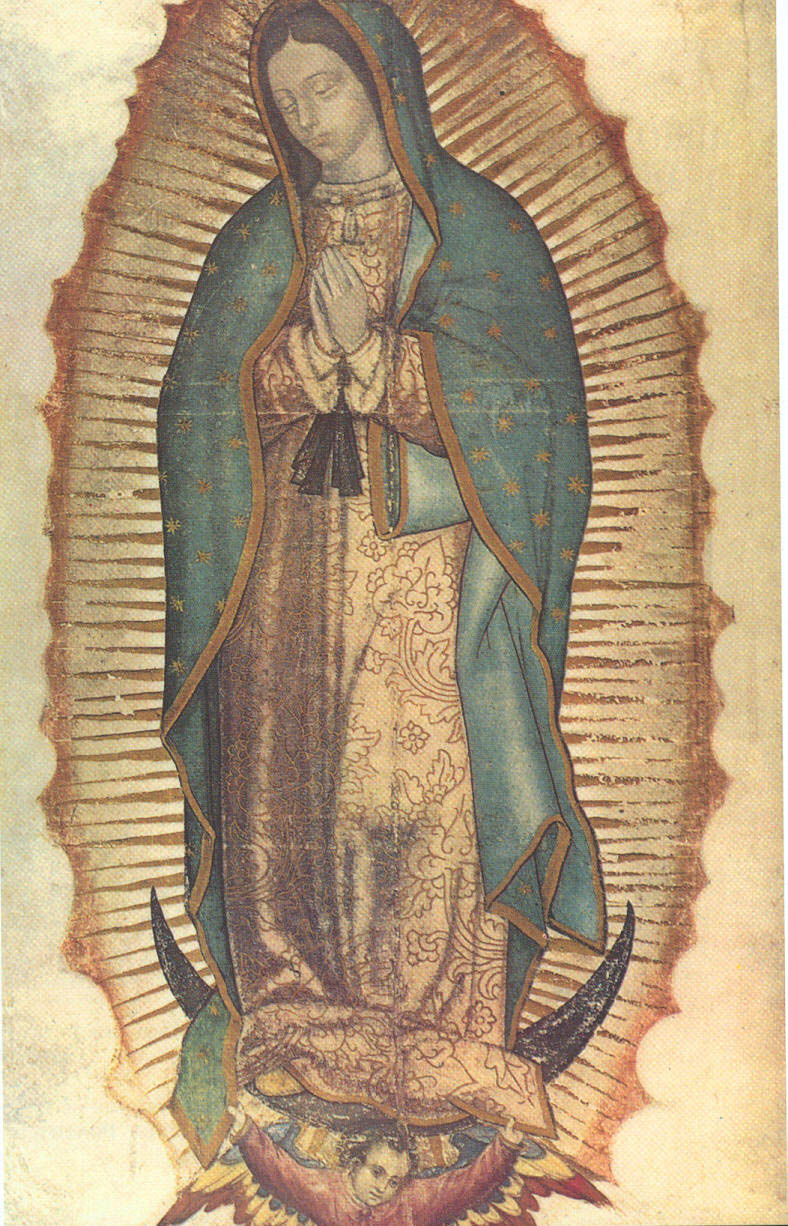
Imagen retrato de Nuestra Señora de Guadalupe.

Un santo patrón es el protector designado de una sociedad, iglesia o lugar y es venerado como intercesor ante Dios. El Papa Pío XII aclamó a Nuestra Señora de Guadalupe "Emperatriz de las Américas" en 1945 y es un símbolo de la cultura mexicana y su liberación. Según la tradición religiosa mexicana, ella es la madre de Dios y de la humanidad. Es a través de su interacción con Juan Diego que el catolicismo comenzó en México, proporcionando una nueva era de creencias religiosas cuyas raíces se encuentran en la cultura politeísta azteca y la creencia en la diosa madre azteca Tonantzin. Fue en el siglo XVI cuando se inició el crecimiento del culto a Nuestra Señora de Guadalupe, se crearon poemas y sermones en su honor y las primeras interpretaciones artísticas de su imagen expresando un nuevo lenguaje cultural para México. Nuestra Señora de Guadalupe ofreció un estilo diferente de devoción, "Ella no decía, ve a la iglesia o reza el rosario" en cambio, proclamó que si los creyentes "me aman, confían en mí y creen en mí" ella responderá.

## Arte y arquitectura

### Arte

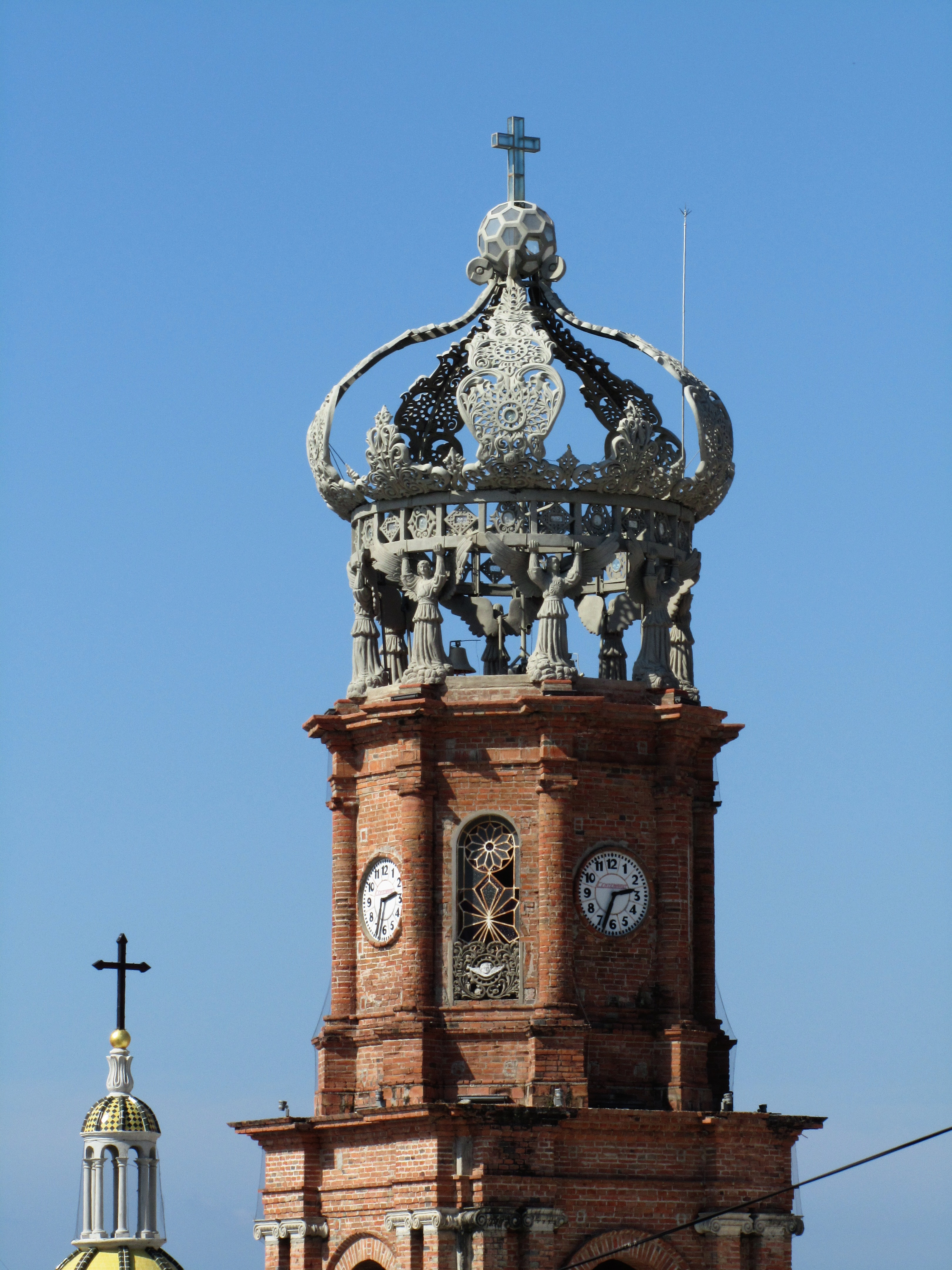
El pilar de la Corona de la Iglesia de Nuestra Señora de Guadalupe

La primera imagen de Nuestra Señora de Guadalupe se remonta a los orígenes de su interacción con Juan Diego, cuando su imagen fue descubierta milagrosamente debajo de un abrigo. En pinturas, obras de arte y tapices tradicionales, se la representa como una mujer de piel oscura sobre una luna creciente con ángeles a sus pies. Baltasar de Echave es el pintor de la Virgen de Guadalupe (1606), la obra de arte más antigua firmada y fechada de la santa patrona. Otros artistas han pintado copias de la Virgen de Guadalupe, como la  pintura de Nicolás Enríquez en 1773, que es la imagen sagrada más venerada en la Nueva España. La tilma original con la imagen de la virgen aún existe y se encuentra en la Basílica de Nuestra Señora de Guadalupe en la Ciudad de México en el Cerro Tepeyak. En la iglesia de Puerto Vallarta, hay una réplica de la imagen de Nuestra Señora de Guadalupe que la gente venera, pintada por Ignacio Ramírez en 1945, esta pintura al óleo está en el frente de la iglesia sobre el altar.

### Arquitectura

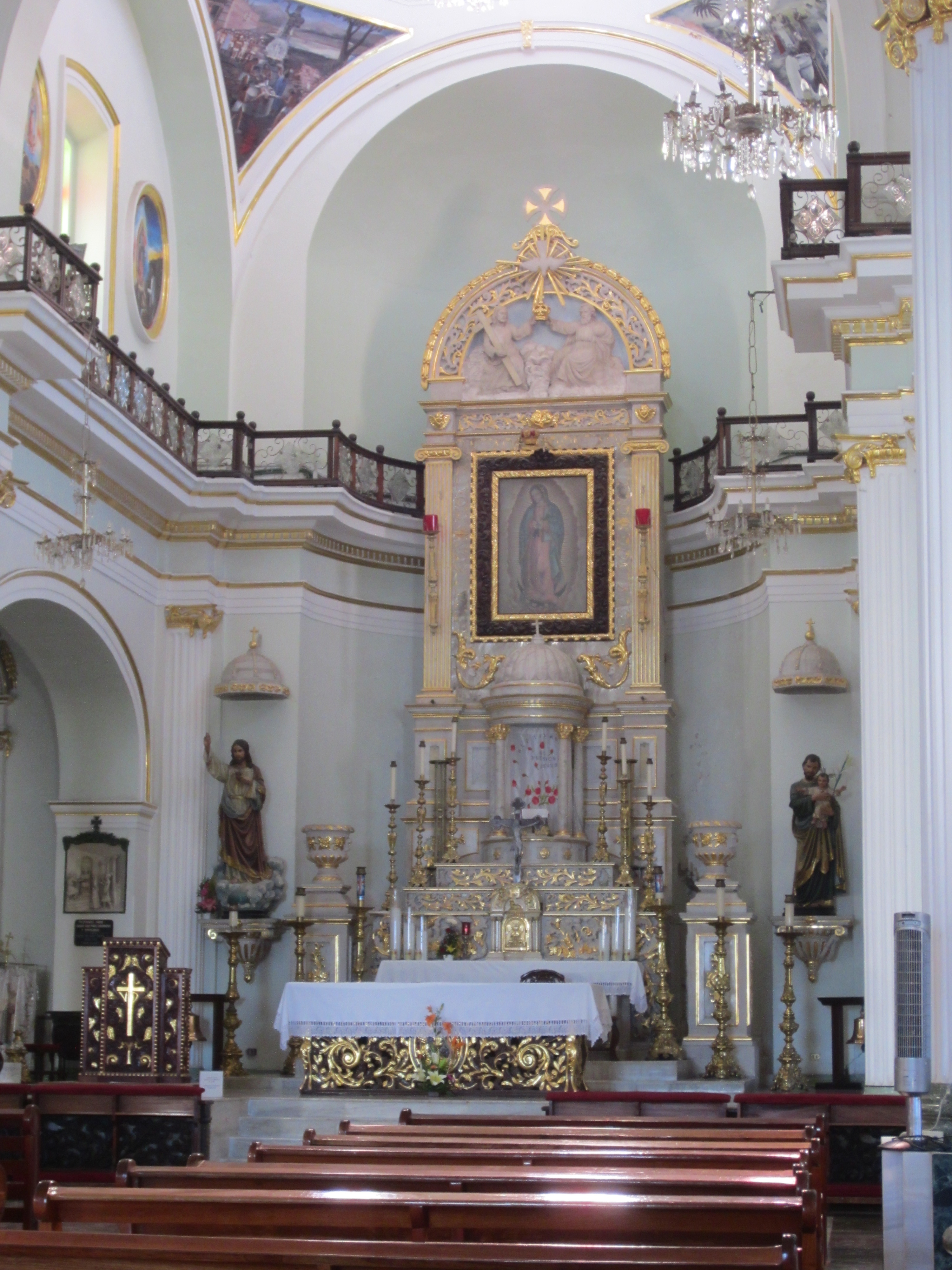
El espacio del Santuario dentro de la Iglesia de Nuestra Señora de Guadalupe

La Iglesia se encuentra en el centro de la plaza del pueblo. Fue construida entre 1930 y 1940. No se basa en un diseño sofisticado, sino que es un resumen de las ideas del párroco y el paisaje urbano rústico del pasado. Tiene una estructura neoclásica, y la corona asentada sobre el edificio principal es indicativa de templos europeos de estilo barroco. La corona original de la iglesia se erosionó debido al clima y fue restaurada en 1981, sin embargo, en 1995 fue dañada por un fuerte terremoto y reemplazada por una estructura temporal de fibra de vidrio. En 2009, Carlos Terres, un artista jalisco, esculpió y reconstruyó un reemplazo para la corona. Las torres de la iglesia reflejan la época del Renacimiento. En los documentos parroquiales, el padre Luis Ramírez se refiere a la Iglesia como "una expresión del arte del pueblo, que simboliza el auténtico aspecto urbano de Puerto Vallarta.

## Celebraciones

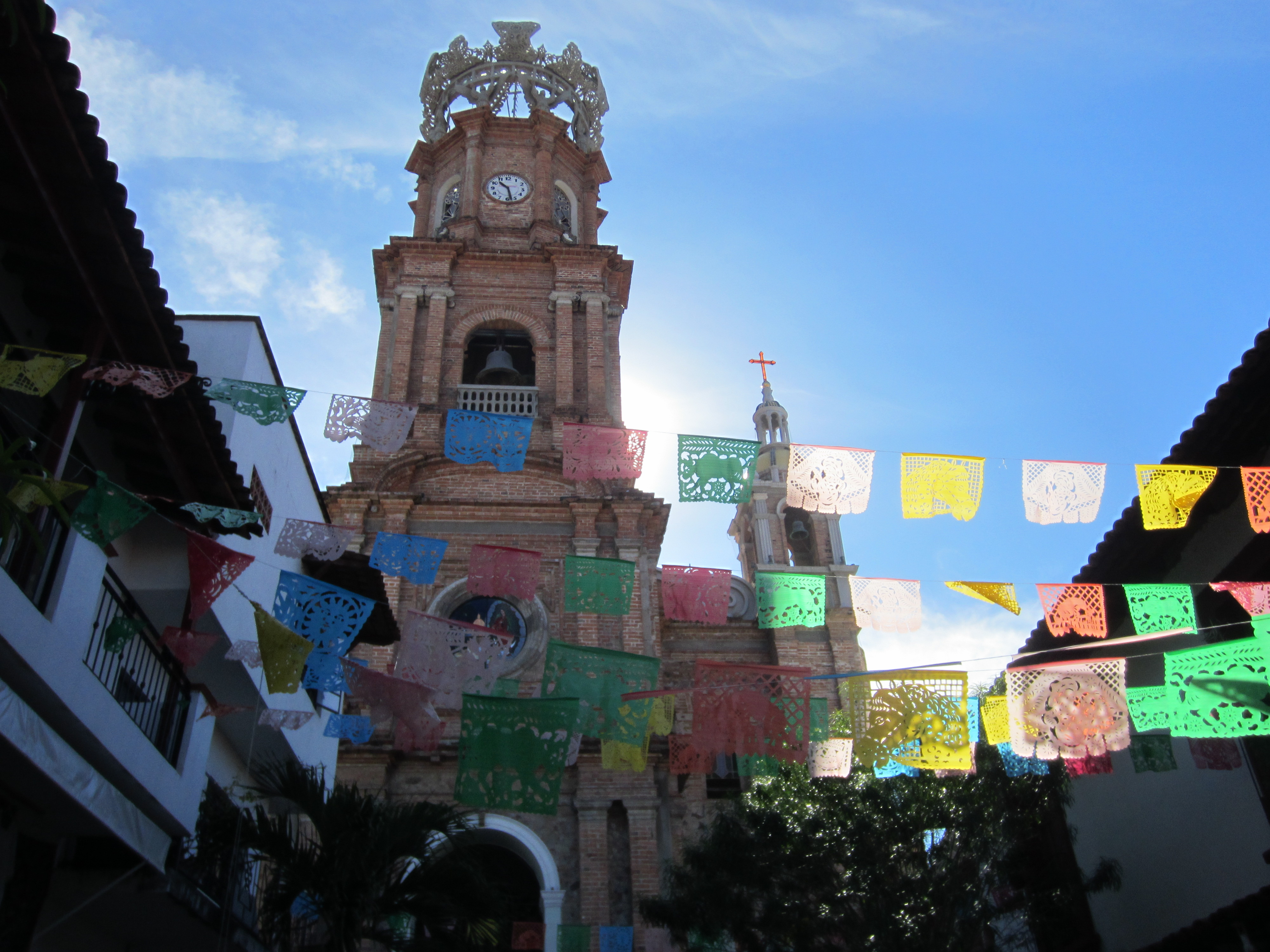
Iglesia de Nuestra Señora de Guadalupe en Puerto Vallarta con decoraciones de celebración para un festival.

La celebración de Nuestra Señora de Guadalupe se realiza cada 12  diciembre para conmemorar la primera aparición avistada por Juan Diego, durante los últimos 400 años. Muchas iglesias, incluida la Iglesia de Nuestra Señora de Guadalupe en Puerto Vallarta, celebran el evento con fuegos artificiales después del rosario vespertino, por lo general durante 10 días antes del 12  diciembre. Dependiendo del distrito específico, hay pueblos que organizan desfiles y procesiones que siguen los altares de la Virgen de Guadalupe llevados por los fieles e incluyen niños que se visten como Juan Diego o la Virgen. En Puerto Vallarta, la celebración recorre la calle adoquinada desde la calle Juárez hasta la Iglesia de Nuestra Señora de Guadalupe. Comúnmente hay bandas de mariachis y bailarines tradicionales involucrados en las festividades. Para celebrar, los propietarios mexicanos generalmente crean un santuario en honor a su santa patrona, cubren y rodean el monumento con flores, velas y antorchas. Los ciudadanos cristianos católicos generalmente se despiertan antes del amanecer del 12  diciembre para cantar a la virgen en iglesias y catedrales locales. A esto le sigue un banquete comunal de comidas tradicionales mexicanas como el atole y el pozole.

## Significado
Nuestra Señora de Guadalupe también ha sido percibida como un símbolo de la liberación y el poder de la mujer mexicana, y al mismo tiempo ha sido fuertemente asociada con la teología feminista. La teología feminista promueve la igualdad entre hombres y mujeres, la creación de la paz y la implementación de la justicia en la religión. A menudo se la ha considerado un símbolo de la maternidad, el empoderamiento femenino y la justicia social y ha sido celebrada por mujeres no solo en México sino en América Latina y Estados Unidos.